# Дно (серия комиксов)
«Дно» (англ. Low) — серия комиксов, которую в 2014—2021 годах издавала компания Image Comics.

## Синопсис
Действие происходит через миллиарды лет. Солнце расширилось и сделало жизнь на поверхности Земли непригодной. Выжившие люди обитают в подводных городах.

## История создания
В интервью Ремендер рассказывал, что ему нравится работать с Токкини. Он называл его «хорошим другом и человеком, который увлечён своим делом». Сценаристу особо понравился «гигантский доспех», разработанный художником, который сыграет роль в истории. Ремендер также вспоминал, что в детстве, узнав о том, что однажды солнце действительно расширится, уже задумывался, как люди переживут это. Больше всего Рик гордился 10 выпуском.

## Коллекционные издания
| Название                                      | Тип              | Дата выхода     | Собранный материал | Кол-во страниц | ISBN                       | Предполагаемый объём продаж (первый месяц) |
| --------------------------------------------- | ---------------- | --------------- | ------------------ | -------------- | -------------------------- | ------------------------------------------ |
| Low, Vol 1: The Delirium of Hope              | Мягкая обложка   | 25 марта 2015   | Low #1-6           | 144            | 978-1632151940, 1632151944 | 5 303, позиция в Северной Америке — 3      |
| Low, Vol. 2: Before The Dawn Burns Us         | Мягкая обложка   | 11 ноября 2015  | Low #7-10          | 112            | 978-1632154699, 1632154692 | 4 732, позиция в Северной Америке — 7      |
| Low, Vol. 3: Shore of the Dying Light         | Мягкая обложка   | 5 октября 2016  | Low #11-15         | 136            | 978-1632157089, 163215708X | 4 689, позиция в Северной Америке — 5      |
| Low, Vol. 4: Outer Aspects of Inner Attitudes | Мягкая обложка   | 11 октября 2017 | Low #16-19         | 136            | 978-1534302297, 1534302298 | 3 749, позиция в Северной Америке — 10     |
| Low, Vol. 5: Light Brings Light               | Мягкая обложка   | 10 марта 2021   | Low #20-26         | 184            | 978-1534305045, 1534305041 | н/д                                        |
| Low, Book One                                 | Твёрдый переплёт | 18 октября 2017 | Low #1-16          | 440            | 978-1534302433, 1534302433 | 1 233, позиция в Северной Америке — 73     |
| Low, Book Two                                 | Твёрдый переплёт | 25 августа 2021 | Low #16-26         | 352            | 978-1534319202, 1534319204 | 1 888, позиция в Северной Америке — 42     |

## Отзывы
На сайте Comic Book Roundup серия имеет оценку 8 из 10 на основе 151 рецензии. Трес Дин из IGN дал первому выпуску 9 баллов из 10 и посчитал, что «„Дно“ может стать лучшей работой Ремендера для Image». Келли Томпсон из Comic Book Resources писала, что дебют «страдает от нескольких проблем с читабельностью, в основном из-за некоторых запутанных — хотя и красивых — визуальных эффектов». Роберт Туттон из Paste вручил первому выпуску оценку 9,5 из 10 и отметил, что «Ремендер и Токкини создали богатый мир, наполненный собственной глубокой историей, социальными нормами и негодованиями». Пирс Лидон из Newsarama поставил дебюту 6 баллов из 10 и подчеркнул, что «у „Дна“ есть перспективы, но они ещё не полностью реализованы». Эдвард Кей с того же портала дал первому выпуску оценку 7 из 10 и написал: «Художественный стиль Грега Токкини имеет тенденцию вызывать разногласия, но я думаю, что он хорошо подходит для этой истории». Чейз Магнетт из Comics Bulletin присвоил дебюту 4 звезды из 5 и отметил, что «первое, что бросается в глаза читателям, — это рисунки Грега Токкини». Его коллега Алекс Градет дал первому выпуску такое же количество звёзд и посчитал, что «рисунки Токкини неизменно красивы». Тони Герреро из Comic Vine тоже поставил дебюту 4 звезды из 5 и также похвалил художника.

### Комментарии
1. ↑  Русскоязычное название — «Дно. Книга 1. Отчаянная надежда»[5].
2. ↑  Русскоязычное название — «Дно. Книга 2. Прежде чем нас сожжёт рассвет»[8].
3. ↑  Русскоязычное название — «Дно. Книга 3. Берег угасающего света»[11].